# Mike Perry
Michael J. Perry jr., detto Mike (Kingston, 22 settembre 1939 – Fort Lauderdale, 26 agosto 2002), è stato un allenatore di pallacanestro statunitense.

## Carriera
Ha allenato l'Ulster County Community College per 8 stagioni dal 1965, chiudendo con 220 vittorie e 64 sconfitte. Nel 1973 è stato ingaggiato dalla Federazione cestistica della Svezia con l'incarico di capo allenatore della Nazionale; ha allenato la squadra fino al 1975, e successivamente ha fatto ritorno all'Ulster County Community College, guidando la squadra di basket per un'altra stagione.
Nel 1976 ha allenato per un breve periodo in Arabia Saudita, e nel 1978 è stato nuovamente nominato allenatore della Svezia. Con la nazionale scandinava ha preso parte ai Giochi olimpici del 1980, conclusi al 10º posto; ha mantenuto l'incarico fino al 1981.
Ha proseguito la carriera allo Stade français per due stagioni, e nel marzo 1984 è divenuto allenatore dei Marist Red Foxes del Marist College di Poughkeepsie. È stato sollevato dall'incarico nel settembre dello stesso anno.